# Himmlisches Mosel-Tröpfchen
Himmlisches Mosel-Tröpfchen war eine eingetragene Marke der Weinkellerei Franz Wilhelm Langguth Erben GmbH & Co. KG. Es ist ein Tafelwein, der als Mischung verschiedener weißer Rebsorten entwickelt und zum „Modewein“ des Wirtschaftswunders in Deutschland wurde.
Am 16. November 1953 wurde erstmals die Wort-Bildmarke „Himmlisches Mosel-Tröpfchen“ beim Deutschen Patentamt (DPA) angemeldet. Der Wein wurde unter anderem ausgezeichnet mit der „Internationalen Gold-Medaille Brüssel 1956“ und der „Medaille d'argent Ljubljana 1958“. Der Geschmack war einheitlich und gleichbleibend lieblich, spritzig. Es ist meist keine Jahreszahl auf den Flaschen angegeben, außer zu besonderen Anlässen wie etwa dem 25-jährigen Jubiläum.
Das Nachrichtenmagazin Der Spiegel schrieb am 30. September 1964: „Die Mixturen mit den Phantasie-Namen raubten den Konsumenten, deren Urteilsvermögen schon durch 25 000 herkömmliche Lagebezeichnungen überstrapaziert war, den letzten Weinverstand; der Absatz wurde nicht wesentlich besser. An der Mosel kam in dieser verzweifelten Situation zum ersten Mal die Idee eines geschmacklich standardisierten Markenweins auf. Die Weingroßkellerei Franz Wilhelm Langguth Erben kreierte schon vor Jahren ein Himmlisches Mosel-Tröpfchen, ...“ 
Im Laufe der Zeit wurden verschiedene Variationen des Logos unter Schutz gestellt. Somit waren auch die Etiketten auf den Weinflaschen gegen Nachahmung geschützt. Der Schutz der Marke endete schließlich am 31. Mai 2012.
Als Nachfolgeprodukte führt die Weinkellerei mehrere Sorten Wein und Weincocktail unter der Bezeichnung „Himmlisches Tröpfchen“, die sich teilweise durch einen verhältnismäßig niedrigen Alkoholgehalt ab 4 % auszeichnen.